# NGC 3255
NGC 3255 é um aglomerado aberto na direção da constelação de Carina. O objeto foi descoberto pelo astrônomo John Herschel em 1835, usando um telescópio refletor com abertura de 18,6 polegadas. Devido a sua moderada magnitude aparente (+11), é visível apenas com telescópios amadores ou com equipamentos superiores.